# Pokojovice
Pokojovice è un comune della Repubblica Ceca facente parte del distretto di Třebíč, nella regione di Vysočina.